# Manifiesto de Ostende

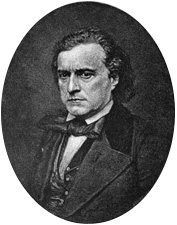
Pierre Soulé, inspirador principal del Manifiesto de Ostende

El Manifiesto de Ostende, también denominado Circular de Ostende, fue un documento escrito en 1854 que describía los motivos por los que Estados Unidos debía comprar Cuba a España, debiendo declarar la guerra al país europeo si este rechazase la venta. La anexión de la isla había sido durante mucho tiempo un objetivo de los esclavistas de Estados Unidos y fue apoyada por una facción en Cuba. A nivel nacional, los líderes estadounidenses estaban satisfechos al ver que la isla era administrada por las débiles manos españolas, siempre que no pasara a una potencia más fuerte, como el Reino Unido o Francia. El Manifiesto de Ostende propuso un cambio en la política exterior, justificando el uso de la fuerza para tomar Cuba en nombre de la seguridad nacional. Se produjo un debate sobre la esclavitud en los Estados Unidos, el Destino manifiesto y la doctrina Monroe, ya que los propietarios de esclavos buscaban un nuevo territorio para la expansión de la esclavitud.
Durante el gobierno del presidente Franklin Pierce, un demócrata prosureño, los expansionistas del sur reclamaban la adquisición de Cuba como un estado esclavista, pero la ola de violencia después de la Ley de Kansas-Nebraska provocó la inseguridad en la administración sobre cómo proceder. Por sugerencia del secretario de Estado William L. Marcy, los ministros estadounidenses en Europa -Pierre Soulé para España, James Buchanan para el Reino Unido y John Y. Mason para Francia- se reunieron para discutir la estrategia relacionada con una hipotética adquisición de Cuba. Se encontraron secretamente en Ostende (Bélgica) y elaboraron un comunicado en Aquisgrán. El documento fue enviado a Washington D. C. en octubre de 1854, describiendo por qué la compra de Cuba sería beneficiosa para cada una de las naciones y declarando que Estados Unidos estaría "justificado para arrancar" la isla de las manos españolas si el país se negara a vendérsela. Para disgusto de Marcy, Soulé no mantuvo el secreto de las reuniones, causando una publicidad no deseada, tanto en Europa y en los Estados Unidos. La administración fue finalmente obligada a publicar el contenido del comunicado, lo que causó un perjuicio irreparable.
El comunicado se publicó, según lo solicitado por la Cámara de Representantes. El denominado "Manifiesto de Ostende" fue inmediatamente criticado tanto en los estados del Norte como en Europa. Se convirtió en un grito de guerra para los norteños, que buscaban controlar las votaciones sobre la esclavitud y los conflictos surgidos de ella, en lo que más tarde fue conocido como Bleeding Kansas. El gobierno de Pierce sufrió un revés significativo. La cuestión de la anexión de Cuba se abandonó hasta el final del siglo XIX. El interés de Estados Unidos en la región creció nuevamente en la década de 1870 y la nación apoyó a Cuba en su lucha por la independencia de España.

## Contexto histórico
Localizada a 140 kilómetros de la costa de Florida, la anexión de Cuba fue discutida en varias administraciones presidenciales estadounidenses. Los presidentes John Quincy Adams y Thomas Jefferson manifestaron un gran interés en la isla, con Adams observando durante su periodo como secretario de Estado que "se ha convertido en un objeto de importancia trascendente para los intereses comerciales y políticos de nuestra Unión". Más tarde describió a Cuba y Puerto Rico como "apéndices naturales para el continente norteamericano" y consideraba que la anexión de la primera era "indispensable para la continuidad e integridad de la propia Unión". Como el Imperio español había perdido buena parte de su poder, comenzó con Jefferson una política contraria a la transferencia de la soberanía sobre la isla, por la cual Estados Unidos respetaría la soberanía española, considerando inevitable su eventual anexión. Los Estados Unidos simplemente querían garantizar que el control no pasara a una potencia más fuerte, como el Reino Unido o Francia.
Cuba era de especial importancia para los demócratas del Sur, que creían que sus intereses económicos y políticos serían mejor servidos con la admisión de otro estado esclavista en la Unión. La existencia de la esclavitud en Cuba, una economía basada en la plantación de caña de azúcar y su ubicación geográfica se consideraban factores favorables a la influencia del sur estadounidense. Su admisión permitiría aumentar significativamente la posición de los dueños de esclavos del Sur, cuyo modo de vida se veía amenazado por los abolicionistas del Norte. Considerando que la inmigración a los centros industriales del norte supuso el control de aquella región de la base poblacional de la Cámara de Representantes, los políticos del sur buscaban mantener el frágil equilibrio de poder en el Senado, donde cada estado tenía la misma representación. Tras la admisión en los Estados Unidos de los estados libres de esclavitud del Oeste, los políticos del sur consideraban, cada vez de una forma más creciente, a Cuba como el próximo estado esclavista. Si Cuba era admitida en la Unión como un único estado, la isla tendría que enviar dos senadores y nueve representantes a Washington D. C.
En el Partido Demócrata, el debate sobre la continua expansión de los Estados Unidos se centró en cómo de rápido debía ser esta expansión, en lugar de si esta debía producirse. Los expansionistas radicales y el movimiento Joven América fueron ganando peso rápidamente en 1848, y un debate sobre la posibilidad de anexionarse parte de Yucatán de México ese año incluyó una discusión significativa sobre Cuba. Incluso John C. Calhoun, descrito como un expansionista renuente que discrepaba fuertemente de una intervención basada en la Doctrina Monroe, coincidía en que era "indispensable para la seguridad de Estados Unidos que esta isla no esté en ciertas manos", probablemente refiriéndose al Reino Unido.
A la luz de una insurrección cubana, el presidente James K. Polk rechazó las peticiones del filibustero John L. O'Sullivan y declaró su creencia en que cualquier adquisición de la isla debía ser una "compra amistosa". Siguiendo órdenes de Polk, el secretario de Estado James Buchanan preparó una oferta de 100 millones de dólares, pero "antes que verla [Cuba] transferida a otro poder, [las autoridades españolas] preferían verla hundida en el océano". Las administraciones Whig de Zachary Taylor y Millard Fillmore no insistieron en el asunto y adoptaron una posición más dura contra el filibusterismo, con tropas federales interceptando varias expediciones con destino a Cuba. Sin embargo, cuando Franklin Pierce asumió el cargo en 1853, estaba comprometido con la anexión de la isla.

## Gobierno Pierce
Durante su investidura presidencial, el presidente Pierce declaró: "La política de mi administración no va a ser controlada por los malos augurios de la expansión". Aunque la esclavitud no era el objetivo declarado ni Cuba fue mencionada por su nombre, la composición política del partido en la época prebélica exigía a los norteños apelar a los intereses del Sur, por lo que se mostró favorable a la anexión de Cuba como un estado esclavista. Con este propósito, nombró a varios expansionistas para puestos diplomáticos en toda Europa, destacando el envío de Pierre Soulé, un férreo defensor de la anexión de Cuba, como ministro de Estados Unidos para España. Los norteños en su gabinete eran compañeros doughfaces (norteños con simpatías por el sur), como Buchanan, que fue nombrado ministro para el Reino Unido tras un intento fallido por alcanzar la presidencia en la Convención Nacional Demócrata, y el secretario de Estado William L. Marcy, cuyo nombramiento también era un intento de aplacar a los "Viejos Carcamales". Este era el apodo para el ala del partido que favorecía una expansión lenta y cautelosa.
En marzo de 1854, el barco a vapor Black Warrior paró en el puerto cubano de La Habana en una ruta comercial regular que iba desde Nueva York a Mobile (Alabama). Cuando no pudo presentar la documentación de la carga, los funcionarios cubanos incautaron el barco y su carga y retuvieron a su tripulación. El llamado caso del Black Warrior fue visto por el Congreso como una violación de los derechos estadounidenses; un ultimátum vacío emitido por Soulé a los españoles para que estos devolvieran el barco únicamente sirvió para empeorar las relaciones y se le impidió discutir la adquisición de Cuba por casi un año. Aunque el asunto se resolvió pacíficamente, alimentó las llamas del expansionismo del sur.
Mientras tanto, la doctrina del Destino manifiesto se vio cada vez más seccionada según avanzaba la década. Aunque todavía había norteños que creían que Estados Unidos debía dominar el continente, la mayoría se oponía a la anexión de Cuba, particularmente como estado esclavista. Los filibusteros apoyados por el sur, entre los que se encontraba Narciso López, habían fallado repetidamente en sus intentos de derribar al gobierno colonial, a pesar del considerable apoyo independentista entre el pueblo cubano. Asimismo, una serie de reformas en la isla incrementaron las preocupaciones entre los sureños sobre la abolición de la esclavitud. Creían que Cuba sería "africanizada", ya que la mayoría de la población era de esclavos y habían presenciado anteriormente la creación de la República de Haití, establecida por antiguos esclavos. La idea de una invasión proesclavista por Estados Unidos fue rechazada a la luz de la controversia sobre la ley de Kansas-Nebraska. Durante las discusiones internas, los partidarios de la obtención de Cuba decidieron que una compra o intervención en nombre de la seguridad nacional era el método más aceptable para hacerse con la isla.

## Redacción

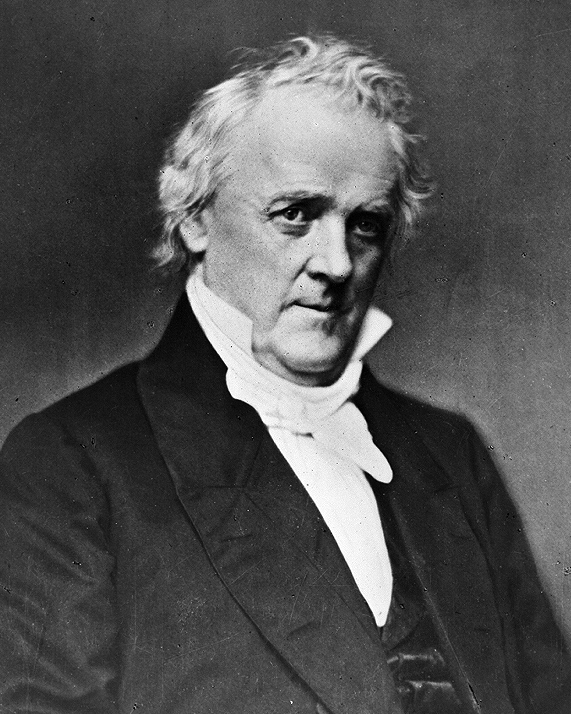
James Buchanan, considerado autor principal de la redacción del manifiesto

Marcy sugirió que Soulé debía entrevistarse con Buchanan y John Y. Mason, ministro para Francia, sobre la política de Estados Unidos hacia Cuba. Él ya había escrito a Soulé que, si la compra de Cuba no pudiera ser negociada, "entonces usted va a dirigir sus esfuerzos al siguiente objetivo deseable, que es separar esa isla del dominio español y de toda dependencia de cualquier potencia europea", palabras que Soulé pudo haber adaptado para que encajasen con su propia agenda. Los autores David Potter y Lars Schoultz observaron la considerable ambigüedad en las enigmáticas palabras de Marcy y Samuel Bemis sugiere que puede haberse referido a la independencia cubana, pero reconoce que es imposible conocer su verdadera intención. En cualquier caso, Marcy también había escrito en junio que la administración había abandonado la idea de declarar la guerra por Cuba. Pero Robert May escribió: "las instrucciones para la conferencia fueron sumamente vagas, y muchas de las cartas de Marcy a Soulé desde el incidente del Black Warrior habían sido belicosas, por lo que los ministros interpretaron mal la intención de la administración".
Tras una pequeña divergencia sobre el lugar para celebrar la reunión, los tres diplomáticos estadounidenses se reunieron en Ostende (Bélgica) entre el 9 y 11 de octubre de 1854, para posteriormente trasladarse a Aquisgrán (Alemania) por una semana para preparar un informe sobre la reunión. El comunicado resultante, que vendría a ser conocido como el Manifiesto de Ostende, declaró que "Cuba es tan necesaria para la república norteamericana como cualquiera de sus miembros actuales, y pertenece naturalmente a la gran familia de los estados, de los cuales la Unión es la Providencial Cuna".
Destacan entre las razones para la anexión proclamadas en el manifiesto el temor a una posible revuelta de esclavos en Cuba similar a la Revolución haitiana (1791-1804) por la no intervención de los Estados Unidos. El manifiesto rogaba actuar frente a la inacción en la cuestión cubana, advirtiendo:

Seríamos, sin embargo, cobardes ante nuestro deber, indignos de nuestros galantes antepasados y cometeríamos una vulgar traición contra nuestra posteridad, si permitiéramos que Cuba sea africanizada y se convierta en un segundo Santo Domingo (Haití), con todos sus horrores relacionados para la raza blanca, y sufrir que las llamas se extiendan a nuestras propias costas vecinas, poniendo en serio peligro o destruyendo los justos cimientos de nuestra Unión.

Los miedos raciales elevaron la tensión y ansiedad de Estados Unidos sobre una potencial revuelta negra en la isla que pudiera "extenderse como el fuego" hacia el sur estadounidense. El manifiesto declaraba que Estados Unidos estaría "justificado para arrebatar" Cuba a España si la potencia colonial se negara a venderla.
Soulé era un exsenador estadounidense de Luisiana y miembro del movimiento Joven América (Young America), que buscaba una materialización de la influencia estadounidense en el Caribe y Centroamérica. Se le considera el principal arquitecto de la política expresada en el Manifiesto de Ostende. Se cree que el experimentado y cauteloso Buchanan había escrito la misiva y moderó el tono agresivo del exsenador. Soulé favoreció la expansión de la influencia del sur fuera de la Unión. Su creencia en el Destino manifiesto le llevó a profetizar la "absorción de todo el continente y sus apéndices insulares" por los Estados Unidos. Las raíces virginianas de Mason lo predisponían a los sentimientos expresados en el documento, pero más tarde se arrepintió de sus actos. Las motivaciones exactas de Buchanan no están claras a pesar de sus tendencias expansionistas, pero se ha sugerido que fue seducido por su ambición por la presidencia, que ganaría en las elecciones de 1856. Un historiador concluía en 1893: "Cuando tomamos en cuenta las características de los tres hombres, difícilmente podemos resistir la conclusión de que Soulé, como él lo insinuó después, hizo con sus compañeros lo que quiso".
Para disgusto de Marcy, el extravagante Soulé no mantuvo el secreto de los encuentros. La prensa, tanto en Europa como en los Estados Unidos, estaba al tanto de los procedimientos e incluso de su resultado, pero estaba preocupada por las guerras y las elecciones de mitad de legislatura. En este último caso, el Partido Demócrata pasó a estar en minoría en el Congreso de los Estados Unidos, y los editoriales continuaron reprendiendo a la administración Pierce por su secretismo. Al menos un periódico, el New York Herald, publicó lo que Brown llama "informes que se acercaron tanto a la verdad de las decisiones de Ostende que el Presidente temía que estuvieran basadas en filtraciones, como de hecho podrían haber estado". Pierce temía las repercusiones políticas de confirmar tales rumores, y no los reconoció en su Discurso del Estado de la Unión a finales de 1854. Los opositores de la administración en la Cámara de Representantes pidieron la revelación del documento, el cual fue publicado en su totalidad cuatro meses después de su redacción.

## Consecuencias

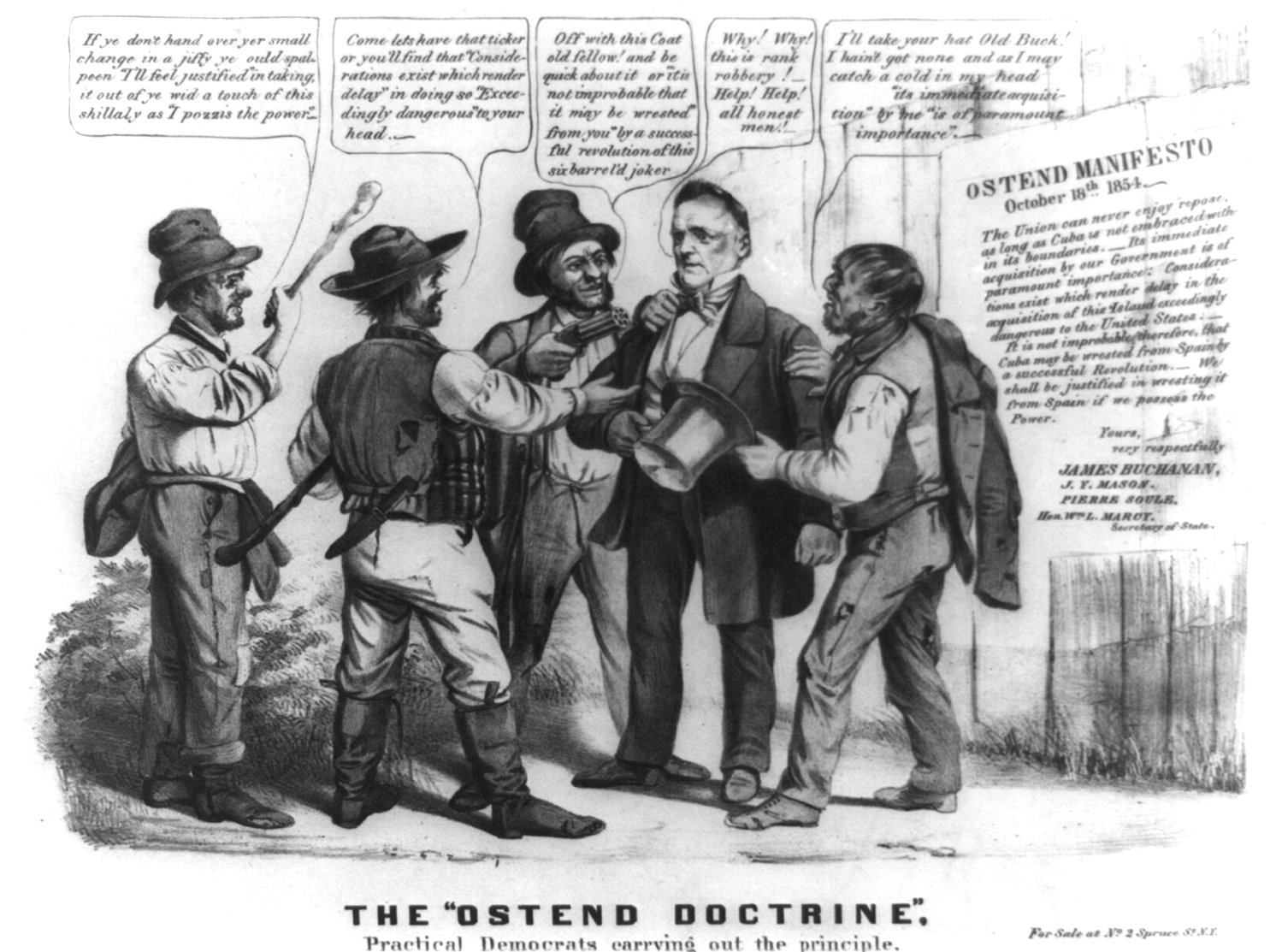
Una caricatura política representa a James Buchanan rodeado de matones usando citas del Manifiesto de Ostende para justificar su robo. La leyenda debajo dice "La Doctrina de Ostende"

Cuando se publicó el documento, los norteños se mostraron indignados por lo que consideraban un intento sureño de extender la esclavitud. Los terratenientes estadounidenses, recientemente enfurecidos por el fortalecimiento de la Ley de Esclavos Fugitivos (aprobada como parte del Compromiso de 1850 y que requería que los funcionarios de los estados libres cooperasen en el retorno de los esclavos fugados), denunciaron como inconstitucional lo que Horace Greeley del New York Tribune denominó "El Manifiesto de los Bandidos". Durante el período de Bleeding Kansas, mientras partidarios y detractores de la esclavitud luchaban por el control del estado, el Manifiesto de Ostende sirvió como un grito de guerra para los opositores de la esclavocracia. El incidente fue uno de los muchos factores que dieron origen al Partido Republicano, y el manifiesto fue criticado en el primer programa político del partido en 1856 por seguir la "ley del más fuerte", digna de la filosofía de un "salteador de caminos". No obstante, el movimiento para anexionar Cuba no terminó completamente hasta después de la Guerra de Secesión.
La administración Pierce se vio irreparablemente afectada por el incidente. Pierce había sido muy comprensivo con la causa del Sur, y la controversia sobre el Manifiesto de Ostende contribuyó a la escisión del Partido Demócrata. A nivel internacional, se consideraba una amenaza para España y para el poder imperial en toda Europa. Fue rápidamente denunciado por los gobiernos nacionales de Madrid, Londres y París. Para preservar las relaciones favorables que aún tenía la administración, se le ordenó a Soulé que cesara la discusión sobre Cuba; este dimitió inmediatamente. La reacción ante el Manifiesto de Ostende hizo que Pierce abandonara los planes expansionistas. Se ha descrito como parte de una serie de "conflictos gratuitos... que cuestan más de lo que valen" para los intereses del Sur que pretendían mantener la institución de la esclavitud.
James Buchanan fue elegido presidente con una victoria fácil en 1856. Aunque seguía comprometido con la anexión cubana, se vio obstaculizado por la oposición popular y el creciente conflicto seccional. No fue hasta treinta años después de la Guerra Civil que la llamada Cuestión Cubana volvió a cobrar relevancia nacional.